# هام آبكي هين كون (فلم)
هام آبكي هين كون ..! هو فيلم درامي رومانسي هندي صدر عام 1994، من تأليف وإخراج سوراج بارجاتيا وإنتاج راجشري للإنتاج. يقوم الفيلم ببطولته مادري ديكسيت وسلمان خان ويحتفل بتقاليد الزفاف الهندية من خلال سرد قصة زوجين والعلاقة بين عائلاتهما؛ قصة عن التضحية بحب المرء لعائلته. إنه اقتباس من الفيلم السابق ناديا كي بار (1982) والذي استند إلى رواية كيشاف براساد ميشرا الهندية كوبار كي شارت.
ربح الفيلم حوالي ملياري روبية في جميع أنحاء العالم، هام آبك هين كون..! أصبح الفيلم الهندي الأعلى ربحًا، بل ساهم في إحداث تغيير في صناعة السينما الهندية مع طرق جديدة للتوزيع والتحول نحو قصص أقل عنفًا. كان أول فيلم هندي يصل إجماليه إلى أكثر من مليار روبية، وعندما يتم تعديله وفقًا للتضخم يعد الفيلم الهندي الأعلى ربحًا في التسعينيات ولا يزال أيضًا أحد أكثر أفلام بوليوود ربحًا على الإطلاق. وصفته بوكس أوفس إنديا بأنه «أكبر فيلم ضخم في العصر الحديث». تمت دبلجة الفيلم أيضًا إلى لغة التيلجو وتم إصداره بعنوان بريمالايام. الموسيقى التصويرية المكونة من 14 أغنية – وهي عدد كبير بشكل غير عادي – هي أيضًا واحدة من أكثر الأغاني شعبية في تاريخ بوليوود حيث قدمت المغنية الشعبية لاتا مانجيشكار صوتها لـ 11 من أصل 14 أغنية في الفيلم.
فازَ هام آبكي هين كون..! بخمس جوائز فير بما جائزة فيلم فير لأفضل فيلم وأفضل مخرج وأفضل ممثلة بالإضافة إلى الفوز بالجائزة الوطنية لأفضل فيلم شعبي يقدم ترفيهًا صحيًا. كان له تأثير دائم على احتفالات الزفاف في الهند، والتي غالبًا ما تتضمن أغاني وألعاب من الفيلم.

## القصّة
فقد الأخوان بريم وراجيش والديهما في سن مبكرة. إنهما يعيشان مع عمهم كايلاش ناث. يدير راجيش شركة العائلة وتبحث عائلته عن عروس مناسبة له. في أحد الأيام، يلتقي كايلاش بصديقه الجامعي سيدهارث تشودري وهو الآن أستاذ بعد عدة سنوات. ولسيدارت وزوجته مادوكالا ابنتان تدعى بوجا ونيشا. يرتب سيدهارث وكايلاش الزواج بين راجيش وبوجا. منذ لقائهما الأول، بدأ نيشا وبريم في التشاجر بمرارة مع بعضهما البعض وتستمر المتعة والأذى طوال حفل زفاف بوجا وراجيش.
تتمتع بريم بعلاقة ودية مع أخت زوجة راجيش نيشا. بمرور الوقت، أدرك بوجا وراجيش حبهما لبعضهما البعض واتضح أن بوجا تتوقع طفلًا. لا يستطيع سيدارت ومادهوكالا القدوم إلى منزل كايلاش لحضور حفل بمناسبة وصول الطفل الوشيك. يرسلون بدلاً من ذلك نيشا، التي كانت حاضرة عند الولادة. في هذه الأثناء، يقع نيشا وبريم في حب بعضهما البعض لكن يُبقيان الأمر سراً. يأتي سيدارت ومادهوكالا إلى منزل كايلاش للاحتفال بميلاد حفيدهما. عندما يحين وقت الانفصال، يشعر مضيفوهم بالاكتئاب وخاصة بريم. يعد هو ونيشا ببعضهما البعض أنهما سيجتمعان قريبًا إلى الأبد.
بوجا مدعوة للبقاء في منزل والديها، ويأخذها بريم إلى هناك. عند وصولهما، تعلم بوجا أن بريم ونيشا في حالة حب وأعطت نيشا قلادة كرمز واعدة إيّاه بالزواج. بعد ذلك بوقت قصير، تنزلق بوجا عن طريق الخطأ وتسقط من الدرج وتموت في النهاية من إصابة في الرأس. لقد حطمت المأساة الجميع.
تعتني نيشا جيدًا بابن بوجا وراجيش. ومن ثم يشعر سيدهارت وكيلاش أن نيشا ستكون أماً عظيمة للطفل. قرروا أن يتزوج نيشا من راجيش. سمعت نيشا أن سيدهارت ومادهوكالا يتحدثان عن زواجها من عائلة كايلاش وتعتقد أنهما يناقشان زواجها من بريم، الذي وافقت عليه. في وقت لاحق، في حفل ما قبل الزواج، اكتشفت أنها في الواقع ستتزوج راجيش.
تعهد بريم ونيشا بالتضحية بحبهما لراجيش وابنه. قبل لحظات من الزفاف، طلبت نيشا من تافي أن يعطي بريم القلادة التي قدمتها لها بوجا بالإضافة إلى رسالة. يخرج توفي من غرفة نيشا وبدلاً من نقل الرسالة إلى بريم يقوم بتسليمها إلى راجيش. يقرأ راجيش الرسالة ويدرك أن بريم ونيشا يحبان بعضهما البعض. بعد ذلك، أوقف حفل الزفاف ويواجه نيشا وبريم. في النهاية، يتزوج نيشا وبريم من بعضهما البعض بموافقة أسرهم.

## طاقم التمثيل
- مادهوري ديكسيت في دور نيشا شودري
- سلمان خان في دور بريم ناث
- مونيش باهل في دور راجيش ناث
- رينوكا شاهان في دور بوجا تشودري
- أنوبام خير في دور الأستاذ سيدارت شودري
- ريما لاغو في دور مادوكالا تشودري
- ألوك ناث في دور كايلاش ناث
- بيندو في دور بهاجوانتي كاشياب
- أجيت فاتشاني في دور البروفيسور ماهيندرا كاشياب
- ساتيش شاه في دور دكتور سنغال
- هيماني شيفبوري في دور راضية سينغال
- ساحيلة شدة في دور ريتا
- دينيش هينغو في دور مدير تشاتشا
- ديليب جوشي في دور بولا براساد
- لاكسميكانت بيردي في دور لالو براساد
- بريا أرون في دور شاميلي

## الإنتاج
خصص المخرج/الكاتب سراج بارجاتيا سنة وتسعة أشهر لكتابة سيناريو هام آبكي هين كون. . ! . أمضى الأشهر الخمسة الأولى في محاولة كتابة أخرى من ماني بيار كيا، لكنه بدأ بعد ذلك بعد أن اقترح والده راجكومار بارجاتيا إعادة صياغة أحد العروض السابقة لشركة راجشري برودكشن التي تملكها العائلة. اشتُقَّ فيلم هام آبكي هين كون..! من فيلم عام 1982 ناديا كي بار.  استخدم برجاتيا الأرقام الموسيقية لتجنب معالجة بعض المواقف بطريقة مبتذلة، مما أدى إلى العديد من الأغاني التي كانت هناك شكاوى خلال العروض الأولية للفيلم بشأن طولها وعددها. أحب جد برجايتا مؤسس الشركة تاراشند بارجاتيا أغنية «ديكتانا» لدرجة أن الفيلم كاد أن يُمنح هذا اللقب. قال بارجاتيا في وقت لاحق لمجلة إنديا أبرود: «كانت محاولتي في هذا الفيلم هي إعادة تعريض الجمهور للسينما للحياة الأسرية المثالية... وليس لجعل الناس يشعرون أنهم جاءوا لمشاهدة فيلم، ولكن جعلهم يشعرون كما لو كانوا أتيت لزيارة عائلة مشتركة كبيرة تستعد لحفل زفاف». تم بناء القصة بشكل مختلف عما كان شائعًا في ذلك الوقت. لم يكن هناك أشرار ولا عنف ولا معارك بين الخير والشر. من الفكرة إلى المنتج النهائي، استغرق الفيلم أربع سنوات. حصل مادهوري ديكسيت على راتب 27540000 روبية للعب دور نيشا. عُرض على عامر خان في البداية دور بريم لكنه رفض العرض بسبب عدم رضاه عن النص ثم اقتُرحَ سلمان خان. مارس المنتجون/الموزعون مستوى أعلى من المعتاد من السيطرة على عملهم. كان هناك إصدار محدود، وشكل جديد من الدعاية التلفزيونية وضمانات ضد قرصنة الفيديو وتأخير في إصدار أشرطة الفيديو.

## تسجيل صوتي
الموسيقى التصويرية لفيلم هام أبكي هان كون...! من تأليف راملاكسمان (الاسم الأصلي فيجاي باتل) الذي قدم سابقًا موسيقى لفيلم راجريش ماني بيار كيا مع كلمات رافيندر راوال وديف كوهلي. تم إنتاجه تحت علامة سا ري جا ما التي كانت تُعرف في ذلك الوقت باسم اتش ام في (اختصارًا لهيز ماستر فويس) وتضم مطربين تشغيل مخضرمين مثل لاتا مانغيشكار وإس بي بالاسوبراهمانيام وكومار سانو وأوديت نارايان وشاليندار سينغ وشارا سينها. أجرى راملاكسمان حوالي 50 جلسة مع المخرج بارجاتيا أثناء البرمجة. وتضمن الصوت النهائي على عدد كبير بشكل غير عادي من الأغاني التي وصلت إلى 14، بالإضافة إلى أغنية «هاستا هوا نوراني شيهرا»(من فيلم باراسماني) تم استخدامها عندما تلعب الشخصيات لعبة ما، ويُقال إن أغنية «ديدي تيرا ديفار ديوانا» مستوحاة من أغنية الأستاذ نصرت فتح علي خان «سار نابيان». أصبحت تلك الأغنية واحدة من أشهر أغاني الأفلام على الإطلاق، وظلت على المخططات لأكثر من عام. كانت الموسيقى التصويرية ناجحة جدًا عند إصدارها، حيث أصبحت أفضل موسيقى بوليوود مبيعًا لهذا العام وواحدة من أفضل أربعة بائعين في التسعينيات، مع بيع 12 مليون وحدة. تم تصنيفها في المرتبة 29 كأفضل موسيقى تصويرية هندية على الإطلاق من قبل بلانيت بوليود.
| #   | عنوان                     | المدة |
| --- | ------------------------- | ----- |
| 1.  | "Maye Ni Maye"            | 4:21  |
| 2.  | "Didi Tera Devar Deewane" | 8:05  |
| 3.  | "Mausam Ka Jaadu"         | 5:03  |
| 4.  | "Chocolate Lime Juice"    | 4:27  |
| 5.  | "Joote Do, Paise Lo"      | 4:36  |
| 6.  | "Pehla Pehla Pyar"        | 4:25  |
| 7.  | "Dhiktana (Part 1)"       | 5:20  |
| 8.  | "Babul"                   | 3:44  |
| 9.  | "Mujhse Juda Hokar"       | 6:02  |
| 10. | "Samdhi Samdhan"          | 5:51  |

## الاستقبال

### الإفراج
عُرض هام آبكي هين كون..! لأول مرة في ليبرتي سينما في جنوب مومباي في 5 أغسطس 1994، استمر هناك في النهاية لأكثر من 100 أسبوع. شهد الفيلم في البداية إصدارًا محدودًا للغاية وتتم عرضه أيضًا في مسارح ريجال وإروس، بإجمالي 26 نسخة فقط. بدأ يظهرُ في النهاية في العديد من المسارح. عندما اشتكى المشاهدون الأوليون من طول الفيلم، تمت إزالة 2 من 14 أغنية. تم استعادتها لاحقًا عندما وجد رواد الفيلم الاستمتاع بجميع الأغاني. تنبأ المراجعون الأوائل للفيلم بأنه سيكون فشلًا كبيرًا، ومن هنا تفاجأت الصناعة عندما أصبح الفيلم الأكثر نجاحًا على الإطلاق حتى تلك اللحظة.

### شباك التذاكر
هام آبكي هين كون ..! هو واحد من أكبر الأفلام التي حققت أرباحًا على الإطلاق في تاريخ السينما الهندية ويُقال إنها غيرت صناعة الأفلام إلى الأبد في البلاد. كلف الفيلم حوالي 42.5 مليون روبية، (1٫4 million دولار أمريكي) لكنّه حققت أكثر من 700 مليون روبية في أول 20 أسبوعًا بل أصبح الفيلم الأكثر ربحًا في الهند حتى ذلك الحين. ذهب إلى إجمالي ما يقدر بـ 1.75 مليار روبية في الهند، مما جعله أول من يصل إلى أكثر من مليار روبية. أصدرت بوكس أوفس إنديا الحكم بيانًا وصفت فيه الفيلم بأنه «أكبر فيلم ضخم في العصر الحديث.» كان الكثير من النجاح بسبب تكرار الأعمال. على سبيل المثال، ورد أن الرسام مقبول فدا حسين قد شاهد الفيلم أكثر من 60 مرة. بلغ صافي الدخل المحلي للفيلم 725 مليون روبية والتي كانت تُعادل 7.11 مليار روبية بما هو عليه الحال اليوم. (خطأ في التعبير: علامة ترقيم لم نتعرف عليها «[». million دولار أمريكي) كل هذا جعله الفيلم الهندي الأعلى ربحًا في الهند منذ فيلم الشعلة (1975). بيعت 74 مليون تذكرة في الهند وهو ما جعله أعلى نسبة مشاهدة محلية من أي فيلم هندي تم إصداره منذ التسعينيات. حقَّق الفيلمُ في جميع أنحاء العالم أكثر من 63.8 مليون دولار أمريكي.()  في عامه الأول، والذي حصل فيه على رقم في موسوعة غينيس للأرقام القياسية عن فئة «الفيلم الهندي الأعلى دخلاً». بحلول عام 1996، تجاوز إجمالي الفيلم في جميع أنحاء العالم ملياري روبية، (66 million دولار أمريكي) مع تقديرات إجمالية تصل إلى 2.5 مليار روبية. (82 million دولار أمريكي).